# فرانسيسكو مارينو (نحات)
فرانسيسكو مارينو (بالإسبانية: Marino de Teana)‏ (و. 1920 – 2012 م) هو نحات، ورسام، ومهندس معماري، وفيلسوف من الأرجنتين، وإيطاليا، ومملكة إيطاليا، ولد في تيانا، توفي عن عمر يناهز 92 عاماً.